# Joachim Kunze (Trompeter)
Joachim J. K. Kunze (* 29. Juni 1966) ist ein deutscher Trompeter, Komponist und Musikpädagoge.

## Leben
Kunze studierte bei Malte Burba am Peter-Cornelius-Konservatorium in Mainz.
Das Landesjugendorchester Hessen, die Uni Big Band Frankfurt, Mainz und Gießen sowie die Rodgau Monotones zählen zu seinen Stationen. Einsätze bei Ricky Martin, Fettes Brot, Albert Mangelsdorff, Jiggs Whigham, Tomasz Stańko, Bobby Shew, Conte Candoli, Ack van Rooyen, Barbara Dennerlein u. a. führten ihn durch England, Australien, Ägypten, USA und Frankreich.
Fortbildungen bei Andy Haderer, Claus Stötter, Rüdiger Baldauf, Allen Vizutti, Rob Pronk und Bobby Shew sowie die Weiterentwicklung seiner Blastechnik ermöglichen ihm einen Tonumfang bis in die viergestrichene Oktave.
2005 gründete, leitete und komponierte er die Band Firehorns, ein Nonett mit drei Trompeten, Alt- und Tenorsaxophon, Posaune, Klavier, Bass und Schlagzeug. In den darauffolgenden drei Jahren entstanden zwei Alben.  2010 startete er das Projekt TZA WA, programmierte Sounds, zu denen die Trompete mit vielfältigen Klängen improvisiert.
Seit 2012 ist er Mitglied von Das Bummeldaun-Syndrom (das in der Besetzung Trompete Joachim Kunze, Tuba Matthias Siegel und Schlagzeug Kuno Wagner auftritt); 2014 erschien die erste CD des Ensembles. 2013 gründete er mit dem Pianisten Andreas Müller das Duo MK-2Play, das es in einer akustischen Version (mit Flügel und Trompete) gibt sowie eine elektronische Version, in der beide Künstler mit Computer arbeiten. Das Fundament bilden programmierte Grooves und Sounds, die die beiden mit Melodien und Improvisationen übermalen.
Seit 2017 bildet er zusammen mit dem Schlagzeuger Jörg R. Woinowski das Funk-Duo Kunze/Woinowski, dessen Debüt-Album Strömungen 2019 erschien.
Neben seiner Tätigkeit als Lehrer für Blechblasinstrumente an der Musikschule Bad Nauheim ist er in JUPITER-Workshops tätig.

## Auszeichnungen
- - Preisträger beim Kompositionswettbewerb 2016 „Neue Töne - Blecherbläsermusik“
- 2. Preis beim Kompositionswettbewerb von BDMV und Gema 2013
- - Preisträger beim Kompositionswettbewerb 2013 „Neue Töne - Percussionsmusik“
- 3. Preis beim 22. Siegburger Kompositionswettbewerb 2011
- 2. Preis beim 22. Siegburger Kompositionswettbewerb 2010
- 2. Preis beim 21. Siegburger Kompositionswettbewerb 2009
- 2. Preis beim Kompositionswettbewerb des Landesjagdverbandes Bayern 2009
- - Preisträger beim Kompositionswettbewerb 2009 „Neue Töne“ für das „Augsburger Violinbuch“
- 1. Platz bei der Wahl zum besten Bläser 2008 der Fachzeitung Clarino
- 3. Preis beim Kompositionswettbewerb "Klangwelten am Meer"

## Diskographische Hinweise
- Joachim Kunze Firehorns Mellis Dance
- Joachim Kunze Firehorns Let's Swunk
- Deep Blue Sea (Solo)
- Brass Mission A Taste of Brass
- Gitarrenorchester Bad Nauheim, featuring Joachim J. K. Kunze Como una brisa
- ORETAG eine Klangkreation in zwölf Sätzen, für Trompete, Orgel und Percussion, TYXart 13030
- Das Bummeldaun-Syndrom blow bum bum, Mons Records
- Joachim Kunze und Jörg R. Woinowski Strömungen

## Publikationen
Edition Peters
- "Start frei! – Einfach Trompete lernen" Trompetenschule für Bb Trompete mit neuer Lernmethodik für Anfänger jeden Alters
- "Start frei! – Einfach Trompete lernen" Trompetenschule Ausgabe für C-Notation (Kuhlonotation)

Musikverlag Bruno Uetz
- Trumpet Power Play „Effizient zu Ausdauer und Höhe“ (auch für C-Notation erschienen)
- Trumpet Power Play „Speed up your fingers“ (auch für C-Notation erschienen)
- Trumpet Power Play Besser„Vom Blatt“, "Improve your sign reading"
- „Chill out“ vier Stücke für drei bis fünf Trompeten
- „Chill out“ vier Stücke für drei bis fünf Querflöten
- „Chill out“ vier Stücke für drei bis fünf Saxofone
- "Rock out" vier Stücke für drei bis fünf Trompeten
- „Neun Tänze“ für drei Violinen
- „Neun Tänze“ für drei Klarinetten
- „Neun Tänze“ für drei Querflöten
- „Trompeten-Zoo“ für Trompete und Klavier, incl. CD, auch für Trompete in C erhältlich
- „Posaunen-Zoo“ für Posaune und Klavier, incl. CD
- „Tenorhorn-Zoo“ für Tenorhorn und Klavier, incl. CD
- „Klarinetten-Zoo“ für Klarinette und Klavier, incl. CD
- „Flöten-Zoo“ für Flöte und Klavier, incl. CD
- „Altsax-Zoo“ für Altsaxophon und Klavier, incl. CD
- „Tenorsax-Zoo“ für Tenorsaxophon und Klavier, incl. CD

Musikverlag Dohr
- „Ihr Völker alle“ für drei Oberstimmen (Frauen- oder Kinderchor)
- „Drei Fantasien“ für drei Gitarren

Musikverlag Trekel
- „Saitenweise Trios“ Band 1 für drei Gitarren
- „Saitenweise Trios“ Band 2 für drei Gitarren
- „Como una brisa“ für vier Gitarren und Solostimme (Flügelhorn, Flöte usw.), Cajón ad lib.
- „Como una brisa“ für Zupforchester und Solostimme (Flügelhorn, Flöte usw.), Cajón ad lib.

FingerPrint-Verlag
- „Gitarrensafari“ Vier Stücke für drei Gitarren

Verlag Neue Musik
- „Augsburger Violinbuch“ Band 1 Sammlung von Stücken für mehrere Violinen

DVO Verlag
- „Alles Kopfsache? Wie Psyche und Motorik den Blasmusiker beeinflussen“

Musikverlag Geiger
- „Monsei“, erhältlich für Solotrompete und Big Band
- „Monsei“, erhältlich für Solotrompete und Blasorchester
- „Monsei“, erhältlich für Solotrompete und sinfonisches Blasorchester